# Уитли, Филлис
Фи́ллис Уи́тли (англ. Phillis Wheatley; 8 мая 1753, Западная Африка — 5 декабря 1784, Бостон, США) — чернокожая поэтесса, стоявшая у истоков афроамериканской литературы. В юном возрасте Филлис была похищена в Африке и продана в рабство, однако хозяева способствовали её развитию, а опубликованные поэтические работы, в особенности сборник Poems on Various Subjects, Religious and Moral (1773) принесли ей известность и свободу.

## Биография

### Продажа в рабсвто
Будущая поэтесса родилась в 1753 году в Западной Африке, предположительно на территории сегодняшней Гамбии или Сенегала. Она была захвачена в рабство и отправлена через океан на корабле Phillis. 11 июля 1761 судно работорговцев вошло в гавань Бостона, и пленники оказались в руках дилера, Джона Эйвери, разместившего в газетах Boston Evening Post и Boston Gazette and Country Journal объявления о предстоящей продаже. Через некоторое время состоялся аукцион, и девочка попала во владение к бостонской семейной чете Уитли. Имя она получила по названию корабля, доставившего её в Америку. Джон Уитли, купивший Филлис, был богатым землевладельцем и коммерсантом, в Бостоне ему принадлежала одна из верфей, склад и судно London Packet. Его жене, Сюзанне, хотелось иметь при себе не служанку-рабыню, а скорее подругу, которая позаботилась бы о ней в старости.
Новый дом Филлис находился на пересечении King Street и Mackerel Line, в нескольких кварталах от административного центра всей провинции Массачусетского залива. Помимо заданий по хозяйству девочка под руководством Марии, восемнадцатилетней дочери хозяев, стала овладевать английским языком, учить латынь, читать Библию. Позже Джон Уитли писал, что всего через 16 месяцев она говорила на незнакомом языке и «читала даже самые сложные места из священных писаний, к большому удивлению всех окружающих».

### Увлечение поэзией
Филлис увлеклась поэзией, в частности, произведениями Александра Поупа. Первое известное её стихотворение было элегией: «На смерть преподобного доктора Сюэлла, в дни его болезни, 1765» (англ. On the Death of the Rev. Dr. Sewell, when sick, 1765). Преподобный Джозеф Сюалл (англ. Sewall), имя которого она написала с ошибкой, действительно был в те дни при смерти, однако позже пошёл на поправку и прожил ещё четыре года. Филлис также не менее четырёх раз переписывала эту элегию:15. Хозяева благоприятствовали поэтическим опытам Филлис.
21 декабря 1767 года в газете Newport Mercury впервые опубликована одна из работ Филлис, поэма «On Messrs. Hussey and Coffin». Юной поэтессе в это время было около 14 лет:338. В следующем году 15-летняя Филлис в стихах восхвалила короля Георга III (англ. To the King’s Most Excellent Majesty) за отмену Акта о гербовом сборе.
5 марта 1770 года неподалёку от дома Филлис на Кинг-стрит произошло кровавое столкновение колонистов с британскими солдатами, вошедшее в историю под названием «Бостонская резня». Вскоре после этого на страницах Boston Evening Post появилась поэма Филлис «О столкновении на Кинг-стрит вечером 5 марта 1770 года» (англ. On the Affray in King — Street, on the Evening of the 5th of March, 1770), в котором она прославляла четырёх павших бостонцев, в том числе афроамериканца Криспуса Аттукса:38. Однако об авторстве этой поэмы знали только друзья Филлис — оно было опубликовано анонимно.

### Начальная известность
30 сентября 1770 скончался известный английский проповедник Джордж Уайтфильд, многократно посещавший США и незадолго до этого читавший проповеди перед массами народа на улицах Бостона. Это событие потрясло Филлис, и она выразила свои чувства в элегии «На смерть преподобного Джорджа Уайтфильда» (англ. On The Death Of Rev. Mr. George Whitefield), опубликованной 2 октября.
Элегия принесла Филлис Уитли известность сначала в северных штатах, чьи газеты одна за другой перепечатывали её текст, а затем и в Англии, после публикации в 1771 году в Лондоне. Сюзанна Уитли решила напечатать сборник поэзии Филлис и подала объявления в газеты, однако число откликнувшихся оказалось недостаточным, чтобы заинтересовать издателей. Многие выражали сомнения в том, что негритянка-рабыня способна к столь высокому умственному труду, каким является стихосложение. Джон Уитли решил развеять сомнения радикальным образом — он пригласил восемнадцать известных и влиятельных людей, чтобы те могли сами судить, поговорив с Филлис, насколько реален её талант. Среди них был и Джон Хэнкок, будущий президент Второго Континентального Конгресса, принявшего Декларацию Независимости. После длительной беседы с Филлис осенью 1772 года они поставили свои подписи под заявлением, утверждающим их твёрдую уверенность в её авторстве.
18 августа 1771 года Филлис была крещена в церкви Олд-Саут-Митинг-Хаус, два года спустя послужившей местом сбора участников Бостонского чаепития. В этой же церкви в 1706 году был крещён Бенджамин Франклин:28.
Несмотря на признание, американские издательства отказались печатать сборник работ Филлис. К счастью, лондонские друзья Сюзанны были готовы помочь — графиня Хантингдонская Селина Гастингс, методистка и противница рабства, дружившая с покойным Уайтфильдом, могла способствовать изданию сборника, при понятном условии исключения из него поэм, в которых упоминались сторонники независимости колоний. 8 мая 1773 года Филлис взошла на борт корабля Уитли, London Packet, и отправилась к берегам Альбиона.
Чёрная рабыня-поэтесса привлекла внимание многих известных людей в Лондоне; даже Бенджамин Франклин, пытавшийся в те дни уладить всё ухудшающиеся отношения колоний с Короной, нанёс ей краткий визит. Более того, она была приглашена на аудиенцию к Георгу III. Однако внезапное сообщение о тяжёлой болезни Сюзанны заставило Филлис свернуть все планы и уже в конце июля устремиться в Бостон. В марте следующего года Сюзанна скончалась, успев узнать о выходе в печать сборника сочинений Филлис — первой в истории книги стихов, написанных человеком с чёрным цветом кожи на английском языке. Книга обрела широкую известность.

### После освобождения
Джон Уитли, возможно, под влиянием общественного мнения, даровал Филлис Уитли свободу. Неясно, когда точно это произошло, но уже осенью 1773 года двадцатилетняя поэтесса сообщала об этом в письме своему другу Дэвиду Вустеру. Она продолжала жить в доме бывшего хозяина и пыталась обрести финансовую самостоятельность, однако продажа книг шла плохо, отчасти из-за того, что внимание жителей штатов было отвлечено надвигающимся конфликтом с метрополией. В 1776 году Филлис сочинила в честь Джорджа Вашингтона стихотворение To his Excellency General Washington и отослала текст самому главнокомандующему Континентальной Армией. Вашингтон поблагодарил её и пригласил встретиться. Историк Бенсон Джон Лоссинг упоминает о получасовой встрече поэтессы с Вашингтоном за несколько дней до эвакуации британцев из Бостона:556, однако он не приводит источников, а независимого подтверждения встрече нет. В любом случае, во всём массиве корреспонденции Вашингтона известно лишь одно письмо, адресованное рабу — письмо к Филлис Уитли:93.
В 1778 году Филлис вышла замуж за афроамериканца Джона Питерса, свободного торговца бакалейными товарами. Вскоре после свадьбы бизнес Питерса пришёл в упадок, а бывший хозяин Филлис, Джон, скончался. С 1779 года Филлис безуспешно пыталась издать новую книгу, содержащую ещё не печатавшиеся тридцать три стихотворения и тринадцать писем. Следующие несколько лет принесли гибель двух детей, а муж то и дело покидал её. Филлис брала чёрную работу, устраивалась мойщицей полов в пансион, слабое здоровье и непривычка к изматывающему физическому труду угнетали её. Она всё меньше писала, известность её все более становилась предметом истории. 5 декабря 1784 года 31-летняя Филлис Уитли скончалась в одном из пансионов Бостона, вскоре за ней последовал недавно рождённый ребёнок. Мать и дитя похоронили в одной могиле, местоположение которой осталось неизвестным. Исчез и неизданный второй том стихов.

## Критика и память
Вышедший в 1773 году сборник стихов Филлис вызвал множество реакций современников, разнящихся как в оценке качества её поэзии, так и в оценке автора. Вольтер приводил её в качестве примера того, что и негры способны к стихосложению. С другой стороны, будущий президент США Томас Джефферсон писал в «Заметках о штате Виргиния», утверждая о видимом отсутствии творческого воображения у негров::152

«..и я полагаю, что редко кто из них способен проследить за умозаключениями Евклида и понять его мысль; а в воображении они бесцветны, безвкусны и аномальны.
…
Несчастья нередко порождают самые трогательные поэтические строфы. Бог свидетель, в жизни чёрных достаточно несчастий, однако поэзии нет. Любовь — особый источник поэтического жара. Их любовь, хотя и горяча, разжигает лишь чувства, но не воображение. Да, религии удалось произвести на свет Филлис Уатли (sic); но сотворить поэта ей оказалось не под силу. Композиции, опубликованные под этим именем, недостойны внимания критики.»
Оригинальный текст (англ.)«..as I think one could scarcely be found capable of tracing and
comprehending the investigations of Euclid; and that in imagination they are
dull, tasteless, and anomalous.
...
Misery is often the parent of the most affecting touches in poetry. Among the blacks is misery enough, God knows, but no poetry. Love is the peculiar oestrum of the poet. Their love is ardent, but it kindles the senses only, not the imagination. Religion, indeed, has produced a Phyllis Whately (sic); but it could not produce a poet. The compositions published under her name are below the dignity of criticism.»
— QUERY XIV. The administration of justice and the description of the laws?
В ответ на слова критиков и в особенности на слова Джефферсона последовали высказывания в защиту Филлис, в частности,:62 от Сэмюэля Стэнхоупа Смита, президента Колледжа Нью-Джерси (ныне — Принстонский университет):

"Поэмы Филлис Уитли, бедной африканской рабыни, обученной грамоте благодаря снисходительному благочестию её хозяина, упоминаются с бесконечным презрением. Но я требую от мистера Джефферсона, да и от любого человека, знакомого с американскими плантаторами, ответить — скольким из этих рабовладельцев удалось сравняться в стихосложении с Филлис Уитли? "
— Оригинальный текст (англ.)"The poems of Phillis Wheatley, a poor African slave, taught to read by the indulgent piety of her master are spoken of with infinite contempt. But I will demand of Mr. Jefferson, or of any other man who is acquainted with American planters, how many of those masters have written poems equal to those of Phillis Wheatley?"
— (из книги Phillis Wheatley: Slave and Poet):62
Чернокожий поэт Юпитер Хэммон сочинил в честь Филлис поэму.
В наше время в Бостоне есть памятник Филлис, в честь неё также назван один из корпусов Бостонского филиала Массачусетского Университета. С 1919 года существует Ассоциация Филлис Уитли, помогающая молодым афроамериканцам.
В начале XXI века было обнаружено дотоле неизвестное письмо Филлис Уитли, адресованное её другу, рабу Обуру Таннеру, и датированное 14 февраля 1776 года. Послание было продано на аукционе Swann Galleries за 253 тысячи долларов.
В её честь назван кратер Уитли на Венере.